# Nottingham Open 2025 - Qualificazioni singolare femminile
Le qualificazioni del singolare del Nottingham Open 2025 sono un torneo di tennis preliminare per accedere alla fase finale della manifestazione disputate il 14 e il 15 giugno 2025. Le vincitrici dell'ultimo turno sono entrate di diritto nel tabellone principale. In caso di ritiro di una o più giocatrici aventi diritto, a queste sono subentrate le Lucky loser, ossia le giocatrici che hanno perso nell'ultimo turno ma che avevano una classifica più alta rispetto alle altre partecipanti che avevano comunque perso nel turno finale.

## Teste di serie
1. Jaqueline Cristian (primo turno)
2. Maya Joint (primo turno)
3. Hailey Baptiste (primo turno)
4. Julija Starodubceva (ultimo turno, lucky loser)
5. Suzan Lamens (spostata nel tabellone principale)
6. Alexandra Eala (qualificata)

1. Emiliana Arango (primo turno)
2. Bernarda Pera (ritirata)
3. Kamilla Rachimova (qualificata)
4. Yuan Yue (ritirata)
5. Anca Todoni (ultimo turno, lucky loser)
6. Léolia Jeanjean (qualificata)

## Qualificate
1. Antonia Ružić
2. Aljaksandra Sasnovič
3. Laura Siegemund

1. Kamilla Rachimova
2. Léolia Jeanjean
3. Alexandra Eala

### Lucky loser
1. Anca Todoni
2. Julija Starodubceva

1. Cristina Bucșa

## Tabellone

### Legenda
| - Q = Qualificato - WC = Wild card - LL = Lucky loser | - ALT = Alternate - SE = Special Exempt - PR = Protected Ranking | - w/o = Walkover - r = Ritirato - d = Squalificato |

### Sezione 1
|  | Primo turno | Primo turno        | Primo turno       | Primo turno | Primo turno |  |  | Ultimo turno | Ultimo turno   | Ultimo turno | Ultimo turno | Ultimo turno |  |
|  |             |                    |                   |             |             |  |  |              |                |              |              |              |  |
|  | 1           | Jaqueline Cristian | 6                 | 64          | 2           |  |  |              |                |              |              |              |  |
|  |             | Olivia Gadecki     | 4                 | 7           | 6           |  |  |              | Olivia Gadecki | 3            | 6            | 3            |  |
|  |             | Antonia Ružić      | Antonia Ružić     | 7           | 6           |  |  |              | Antonia Ružić  | 6            | 0            | 6            |  |
|  | Alt         | Varvara Lepchenko  | Varvara Lepchenko | 6           | 3           |  |  |              |                |              |              |              |  |

### Sezione 2
|  | Primo turno | Primo turno          | Primo turno     | Primo turno | Primo turno |  |  | Ultimo turno | Ultimo turno         | Ultimo turno         | Ultimo turno | Ultimo turno |  |
|  |             |                      |                 |             |             |  |  |              |                      |                      |              |              |  |
|  | 2           | Maya Joint           | 6               | 4           | 1           |  |  |              |                      |                      |              |              |  |
|  |             | Aljaksandra Sasnovič | 3               | 6           | 6           |  |  |              | Aljaksandra Sasnovič | Aljaksandra Sasnovič | 6            | 6            |  |
|  |             | Cristina Bucșa       | Cristina Bucșa  | 6           | 6           |  |  |              | Cristina Bucșa       | Cristina Bucșa       | 3            | 4            |  |
|  | 7           | Emiliana Arango      | Emiliana Arango | 0           | 4           |  |  |              |                      |                      |              |              |  |

### Sezione 3
|  | Primo turno | Primo turno     | Primo turno     | Primo turno | Primo turno |  |  | Ultimo turno | Ultimo turno    | Ultimo turno | Ultimo turno | Ultimo turno |  |
|  |             |                 |                 |             |             |  |  |              |                 |              |              |              |  |
|  | 3           | Hailey Baptiste | Hailey Baptiste | 3           | 3           |  |  |              |                 |              |              |              |  |
|  |             | Laura Siegemund | Laura Siegemund | 6           | 6           |  |  |              | Laura Siegemund | 6            | 3            | 6            |  |
|  | PR          | Alizé Cornet    | 6               | 4           | 3           |  |  | Alt          | Ena Shibahara   | 4            | 6            | 4            |  |
|  | Alt         | Ena Shibahara   | 3               | 6           | 6           |  |  |              |                 |              |              |              |  |

### Sezione 4
|  | Primo turno | Primo turno         | Primo turno         | Primo turno | Primo turno |  |  | Ultimo turno | Ultimo turno        | Ultimo turno | Ultimo turno | Ultimo turno |  |
|  |             |                     |                     |             |             |  |  |              |                     |              |              |              |  |
|  | 4           | Julija Starodubceva | Julija Starodubceva | 7           | 6           |  |  |              |                     |              |              |              |  |
|  |             | Diane Parry         | Diane Parry         | 62          | 1           |  |  | 4            | Julija Starodubceva | 7            | 5            | 2            |  |
|  | WC          | Amarni Banks        | 3                   | 6           | 3           |  |  | 9            | Kamilla Rachimova   | 5            | 7            | 6            |  |
|  | 9           | Kamilla Rachimova   | 6                   | 1           | 6           |  |  |              |                     |              |              |              |  |

### Sezione 5
|  | Primo turno | Primo turno          | Primo turno          | Primo turno | Primo turno |  |  | Ultimo turno | Ultimo turno       | Ultimo turno       | Ultimo turno | Ultimo turno |  |
|  |             |                      |                      |             |             |  |  |              |                    |                    |              |              |  |
|  | Alt         | Anastasija Zacharova | Anastasija Zacharova | 2           | 4           |  |  |              |                    |                    |              |              |  |
|  | WC          | Mika Stojsavljevic   | Mika Stojsavljevic   | 6           | 6           |  |  | WC           | Mika Stojsavljevic | Mika Stojsavljevic | 2            | 3            |  |
|  | WC          | Heather Watson       | Heather Watson       | 4           | 1           |  |  | 12           | Léolia Jeanjean    | Léolia Jeanjean    | 6            | 6            |  |
|  | 12          | Léolia Jeanjean      | Léolia Jeanjean      | 6           | 6           |  |  |              |                    |                    |              |              |  |

### Sezione 6
|  | Primo turno | Primo turno      | Primo turno   | Primo turno | Primo turno |  |  | Ultimo turno | Ultimo turno   | Ultimo turno | Ultimo turno | Ultimo turno |  |
|  |             |                  |               |             |             |  |  |              |                |              |              |              |  |
|  | 6           | Alexandra Eala   | 6             | 3           | 6           |  |  |              |                |              |              |              |  |
|  |             | Varvara Gracheva | 3             | 6           | 3           |  |  | 6            | Alexandra Eala | 6            | 64           | 6            |  |
|  | WC          | Jodie Burrage    | Jodie Burrage | 62          | 1           |  |  | 11           | Anca Todoni    | 3            | 7            | 3            |  |
|  | 11          | Anca Todoni      | Anca Todoni   | 7           | 6           |  |  |              |                |              |              |              |  |